# 地胆草
地胆草（学名：Elephantopus scaber），又名燈豎朽、苦地胆（本草纲目拾遗）、 地胆头、磨地胆（广州）、 鹿耳草（海南），是菊科地胆草属的植物。分布于非洲、美洲、亚洲、台湾以及中国大陆的贵州、湖南、福建、云南、广西、浙江、广东、江西等地，生长于海拔300米至1,500米的地区，见于路旁、开旷山坡或山谷林缘，目前尚未由人工引种栽培。

## 外部連結
- 地膽草, Didancao （页面存档备份，存于） 藥用植物圖像數據庫 (香港浸會大學中醫藥學院) （繁體中文）（英文）
- 地膽頭 Di Dan Tou（页面存档备份，存于） 中藥標本數據庫 (香港浸會大學中醫藥學院) （繁體中文）（英文）